# Lamprotornis albicapillus
Lamprotornis albicapillus é uma espécie de passeriforme da família Sturnidae.
Pode ser encontrada nos seguintes países: Djibouti, Etiópia, Quénia e Somália.